# Noyelles (centre commercial)
Vous lisez un « bon article » labellisé en 2009.
Pour les articles homonymes, voir Noyelles.
 (novembre 2023).
Noyelles est un parc d'activité commerciale français implanté à Noyelles-Godault et à Hénin-Beaumont, communes du Pas-de-Calais. La zone commerciale est composée d'un centre commercial centré autour d'un hypermarché Auchan composé d'une galerie marchande de plus de cent enseignes et d'une cinquantaine de magasins indépendants situés autour.
Inauguré le 24 mai 1972, ce centre commercial Auchan a été construit pour couvrir la zone Douai - Lens - Arras. Il a fait l'objet de travaux d'agrandissement en 2004, puis en 2019. Doté d'une superficie commerciale de 21 850 m2, l'hypermarché était le plus grand Auchan du monde jusqu'en 2014. Il s'est ainsi proclamé « centre commercial de tous les records », bien qu'il ne soit que le deuxième plus grand hypermarché français derrière le Carrefour de Villiers-en-Bière. Déployé sur un seul niveau, Noyelles se classe derrière les centres commerciaux régionaux de Belle Épine ou des Quatre Temps, lorsque l'on considère la totalité de la superficie commerciale.
En juin 2022, le centre commercial attire vingt-neuf millions de visiteurs pour l'année glissante entre juin 2021 et juin 2022 et se place deuxième de France. L'hypermarché Auchan, à l'intérieur, a pour chiffre d'affaires 247,2 M€ en 2010, montant qui le classe troisième magasin régional et dixième à l'échelle nationale.

## Historique

### Construction et ouverture
En mars 1969, le centre commercial Englos-les-Géants est inauguré, par le groupe Auchan, sur la commune d'Englos située en périphérie ouest de Lille dans le Nord. C'est le premier centre commercial à ouvrir en France sur le concept d'hypermarché avec galerie commerciale.
Trois ans plus tard, le 24 mai 1972, le centre commercial Auchan-Liétard est ouvert, à Noyelles-Godault, à proximité de la N43, sur un terrain de 15 ha, avec pour objectif de desservir la communauté d'agglomération d'Hénin-Carvin – appelée district d'Hénin-Carvin –, ainsi que les agglomérations de Douai - Lens et d'Arras. Le site est stratégique, car elle est proche de la route nationale 43, qui relie Douai à Lens, mais aussi facile d'accès depuis les autoroutes A1 et A21.

### Quelques légers changements
Depuis 1980, quelques aménagements ont été apportés, que ce soit pour l'hypermarché, sa galerie marchande ou pour les enseignes environnantes spécialisées.
Fin 1995, la galerie commerciale est rénovée.
L'accès par l'autoroute A1 est facilité en novembre 1999 grâce aux travaux financés par la société Immochan. Désormais, la sortie 17 permet d'atteindre directement la zone commerciale.

### Agrandissement et rénovation
Au début des années 2000, un bras de fer s'engage entre le groupe Auchan et la commission départementale d'équipement commercial à la suite d'un refus de cette dernière d'accorder un permis de transformation et d'extension au centre commercial. Cependant, le 26 septembre 2000, la commission nationale d'équipement commercial accorde un agrandissement de la galerie marchande et la création de plusieurs magasins et finalement, le 23 novembre 2004, après un an de travaux et un investissement de 17 millions d'euros, le nouveau visage du centre est inauguré par Hervé Mottin, le président d'Immochan France. Il est alors le plus grand centre commercial au nord de Paris[source insuffisante], et compte 18 144 m2.
La même année, la galerie marchande est largement agrandie[pas clair], passant de 4 792 à 14 788 m2. Les travaux permettent l'ouverture de trente nouvelles boutiques en plus des cinquante-deux déjà existantes. Dans la nouvelle partie, le plafond a été rehaussé[source insuffisante], aménagement qui permet aux magasins Zara, et plus récemment H&M, de créer un second niveau. Autour du bâtiment principal regroupant l'hypermarché et sa galerie marchande, un parc commercial composé de cinquante-cinq enseignes de grandes et moyennes surfaces ne cesse d'être étendu afin d'accueillir de nouveaux magasins. Par la même occasion, le centre commercial a doublé son nombre de places de stationnement.
L'implantation du magasin Ikea à Hénin-Beaumont, le 20 juin 2007, a favorisé l'attribution de 3 706 m2 supplémentaires à l'hypermarché Auchan, qui totalise désormais 21 850 m2 de surface commerciale. Avec l'arrivée du tramway, du drive, et la fermeture de l'Artrium, le centre commercial rentre en travaux pour intégrer le drive et les restaurants en face du magasin Alinéa. Dans la continuité des agrandissements, un Auchan Drive ouvre le 15 août 2011.
Après un refus par la commission départementale d'équipement commercial d'un agrandissement de la galerie marchande de 9 000 à 18 000 m2[pas clair]en janvier 2014, la Commission nationale d'équipement commercial accepte l'extension en mai 2014. En 2019, le centre commercial est à nouveau agrandi après deux ans de travaux. La galerie commerciale s'étend désormais sur 80 000 m2. Les nouveaux aménagements ouvrent 55 nouveaux commerces, ce qui monte à 135 boutiques au total. La fréquentation augmente sur la période juin 2021 à juin 2022 de 21 % ; avec vingt-neuf millions de visiteurs, la zone commerciale se place deuxième zone commerciale de France en termes de fréquentation derrière Plan de Campagne, au nord de Marseille.

## Caractéristiques physiques

### Localisation et accès

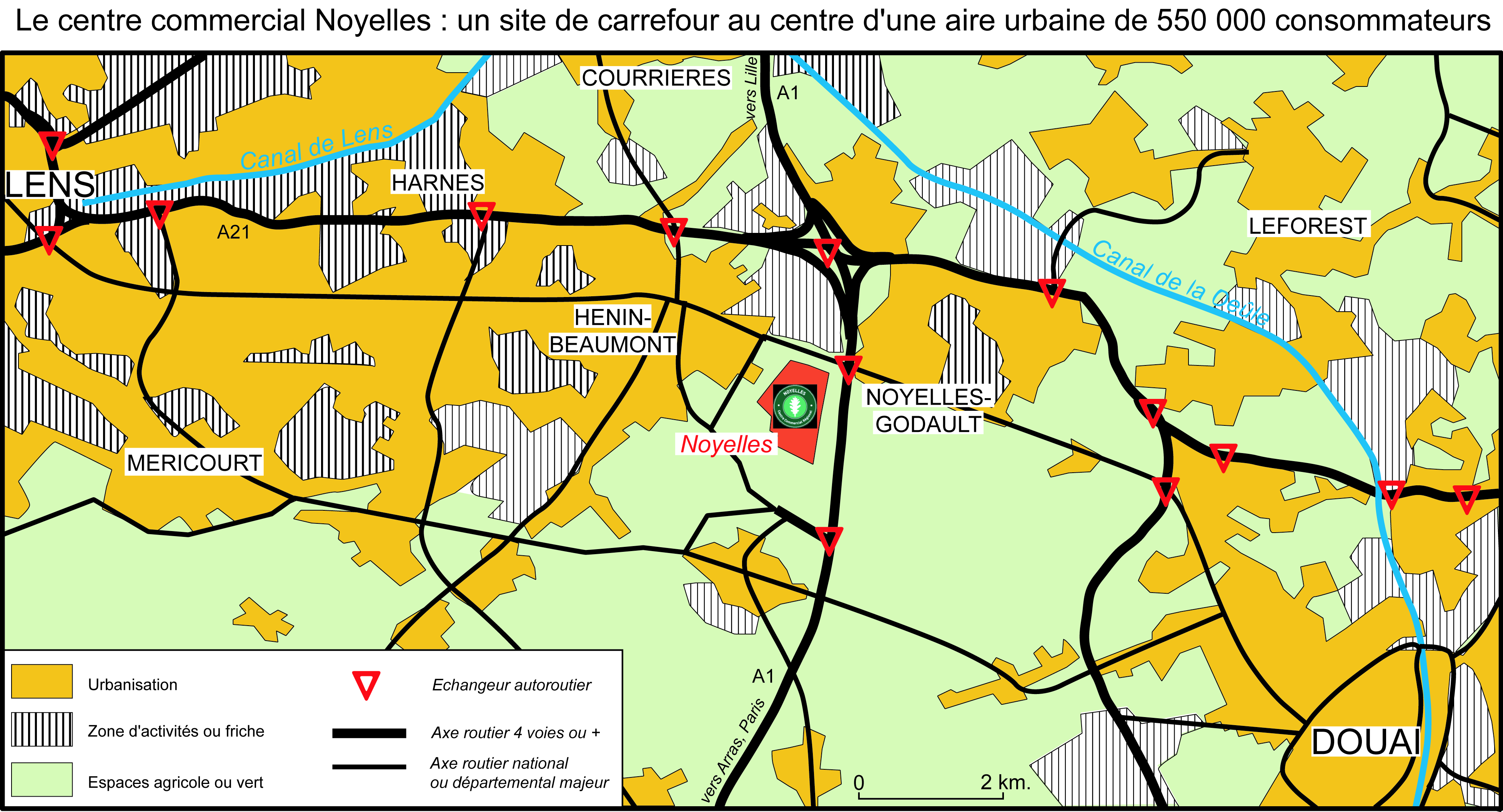
Le centre commercial Noyelles au cœur de l'ancien bassin minier du Nord-Pas-de-Calais.

Au sein de la communauté d'agglomération d'Hénin-Carvin, la ville de Noyelles-Godault est la mieux desservie. Elle est traversée par les autoroutes A1 et A21 ainsi que par de nombreux transports en commun tels que la buLLe, une ligne de bus qui va jusqu'à Lens et Liévin. La sortie 17 de l'autoroute A1, qui est également la bifurcation avec l'A21, permet de rejoindre le centre commercial directement, sans passer par la route nationale 43, qui est l'entrée historique, créée en 1973.

### Architecture et aménagement extérieur
Bâti sur un terrain de 60 ha, soit la plus vaste surface commerciale au nord de Paris, le centre commercial est de facture classique car logé dans un bâtiment rectangulaire. Sa devanture et son côté gauche sont bordés par un parking de 6 700 places. Les autres enseignes sont réparties sur près de 20 000 m2.
À l'exception des portes d'entrée, le centre ne disposait pas d'ouverture sur l'extérieur jusqu'à sa rénovation. Depuis, elle compte une entrée plus grande composée d'une verrière de 1 000 m2 s'élevant sur 17 mètres en hauteur.
Près du centre commercial, se situent la LGV Nord, l'autoroute A1 et le terril Sainte-Henriette des mines de Dourges. Contrairement à une majorité de zones commerciales, les paysagistes ont pris soin de mettre en valeur les espaces périphériques en plantant des arbres de différentes essences. Ils ont également abondamment embelli les ronds-points. Ainsi, sur les 55 000 m2 que compte le site, 25 000 m2 sont consacrés aux espaces verts.
Le 16 juin 2006 le centre commercial est récompensé par le Conseil national des centres commerciaux (CNCC) pour l'organisation de son « parcours client », pour la restructuration du parc d'activités préexistant et pour la qualité et la quantité des espaces verts. Il reçoit ainsi le label Valorpark.
En ce qui concerne la zone d'activité commerciale, plusieurs grandes distributions spécialisées s'y sont implantées, le plus souvent du côté communal d'Hénin-Beaumont, dans la ZAC du Bord-des-Eaux.

### Aménagement intérieur
Le centre commercial dispose de 21 850 m2 de surface commerciale pour l'hypermarché — ce qui en fait le plus grand Auchan du monde — et une galerie marchande de 14 788 m2.
L'ancienne partie de la galerie marchande est composée de cellules de vente de 100 m2 de moyenne. À titre de comparaison, H&M occupe, dans la nouvelle partie du centre commercial, une surface de 1 400 m2 répartis sur deux niveaux.

## Caractéristiques commerciales

### Enseignes
En ce qui concerne la restauration, deux restaurants sont implantés depuis l'origine dans la galerie marchande. Avec l'agrandissement en 2004, d'autres restaurants se sont installés près du parvis de l'Europe, l'entrée avec la baie vitrée,.
En dehors de l'alimentaire, de nouvelles boutiques se sont implantées dans la nouvelle partie de la galerie marchande,. Au total, en 2005, près de 80 boutiques se côtoient dans la galerie marchande de l'hypermarché Auchan.
En septembre 2002 pour le magazine Points de vente ou février 2003 pour Les Échos, Auchan met en place un « marché vrac » proposant des prix réduits dans son hypermarché. D'abord situé dans un coin de l'hypermarché, le concept a ensuite été mis au centre du magasin. Le système repose sur le fait que le client se sert lui-même du produit qui lui convient et qu'il ne paye que le produit[pas clair]. Ce système a été ensuite décliné ailleurs dans le Nord,. Le concept est ensuite importé dans un autre hypermarché, celui de Louvroil, près de Maubeuge puis à Wazemmes – quartier de Lille – dans un magasin unique.

### Marketing

#### Services
Une halte-garderie ouvre en 2005 avec l'agrandissement de la galerie commerciale,. Avant cette date, le centre commercial n'en comportait pas.
Le centre commercial, qui est parmi les premiers en France à le faire, met en circulation dès le 1er février 2008 des scooters pour faire ses courses, pour un mois de test. Auchan Noyelles-Godault fut le premier hypermarché à proposer les scooters électriques de l'entreprise américaine Amigo, commercialisés par la PME Mobilité Plus. Si les résultats sont concluants, le groupe Auchan pourrait installer ce système dans d'autres magasins. Le 11 février 2008, Valérie Létard fêta les trois ans de la loi handicap en grimpant sur un scooter électrique.
En plus des caisses traditionnelles et des caisses automatiques, 220 pistolets rapides ont été mis en place dans l'hypermarché Auchan. Ils permettent de ne plus déverser les achats.

#### Animations et communication
Depuis quelques années, chaque année, des stands sont installés pour Noël. Le reste de l'année, d'autres stands sont également installés. Par exemple en 2004, la communauté d'agglomération d'Hénin-Carvin en avait installé un pour le tri sélectif et en 2008, le centre commercial organise une opération commerciale spéciale de produits régionaux Saveurs en'Or sur une surface de 3 000 m2.

### Performances économiques

#### Chiffre d'affaires
En 2000, l'hypermarché Auchan était troisième de la région et affichait de 1,5 milliard de francs, soit 229 M€.
En 2007, l'hypermarché Auchan obtient un chiffre d'affaires de 255,9 M€, soit 3,10 % de plus que l'année précédente. Il se classe troisième hypermarché régional derrière respectivement les Auchan de Roncq et d'Englos, et également onzième national derrière quatre hypermarchés Carrefour et six Auchan. L'année suivante, l'hypermarché atteint un chiffre d'affaires de 259,3 M€. Il gagne ainsi 1,4 % par rapport à l'année précédente et se place toujours en troisième position régionale derrière les mêmes hypermarchés. Cependant il gagne une place nationale par rapport à 2007, en dépassant le centre commercial Carrefour de Villiers-en-Bière qui a chuté de 6,1 %. Pour 2009, l'hypermarché reste à la même place nationalement et régionalement. Cependant, avec 243,4 M€ de chiffre d'affaires, l'hypermarché en perd 6,2 % par rapport à 2008. En 2010, l'hypermarché Auchan passe à 247,2 M€ et garde la même position nationale et régionale.

#### Emploi
Dans uniquement la région Nord-Pas-de-Calais, Auchan crée 50 000 emplois directs ou indirects. Dans cette masse salariale, en 2004, l'ensemble du centre commercial compte 1 600 personnes et en 2006, l'hypermarché Auchan compte 930 employés.
En 2005, l'hypermarché Auchan compte près de 7 % de travailleurs handicapés, soit 35 travailleurs handicapés sur 700 employés.

### Grandes surfaces spécialisées
Noyelles a commencé, comme la plupart des autres centres commerciaux de la région Nord-Pas-de-Calais, par un « hypermarché / grande surface de meubles / grande surface de bricolage », accouplé avec une station service et un centre automobile. Près de 55 grandes surfaces spécialisées s'y côtoient maintenant. Et depuis l'agrandissement, plusieurs magasins côtoient le centre commercial Noyelles et forment maintenant le principal pôle commercial au nord de Paris.
En mai 1999, Gaumont ouvre son cinéma dans la ZAC du Bord-des-Eaux. Avec la fusion de Gaumont et de Pathé en EuroPalaces, celle-ci cède à Soredic 51 % du capital du Gaumont. Ainsi le cinéma change son nom en Cinéville. En 2004, le cinéma compte 600 000 entrées chaque année, même s'il avait une ambition de 700 000 entrées annuelles.
Avec l'agrandissement de l'hypermarché Auchan et de sa galerie commerciale, certaines enseignes ont changé d'emplacement et en ont profité pour rénover leur magasin.
Un pôle de restauration est créé en 2000 près du cinéma. Il contient quatre restaurants.
Dans les magasins spécialisés, deux enseignes se sont implantées en 2004,, une en 2011. Une s'est agrandie en 2005.

## Impact socio-culturel

### Concurrence
Avec une zone de chalandise qui dépasse les communautés d'agglomération Hénin-Carvin et Lens-Liévin, le centre a un rayonnement régional et récolte 20 % des clients de l'Aisne et de l'Oise. Le centre commercial attire 15 millions de visiteurs par an, il a cependant plusieurs concurrents.
Le 22 août 2007, Ikea Hénin-Beaumont est ouvert à deux kilomètres au sud du centre commercial, avec une surface commerciale de 15 000 m2. Il devait être bâti à côté d'Alinéa, l'implantation avait fait l'objet d'un agrément de la commission départementale d'équipement commercial. La société suédoise est finalement déboutée par la commission nationale d'équipement commercial. Ikea est accompagné par la zone d'activité « Maison+ » ouvert en octobre 2008 de 16 000 m2 et un pôle artisanal « Arti+ ». Maison+ est le premier retail-park consacré à l'aménagement intérieur en France selon la SOPIC, le concepteur du projet,.
Trois autres centres commerciaux concurrents sont installés à quelques kilomètres, près de Lens. Ils cumulent le même chiffre d'affaires qu'Auchan. Le premier, un centre commercial Carrefour de 10 314 m2, situé à Liévin, à 15 km d'Auchan Noyelles-Godault, ne fait pas bonne figure. Avec neuf grandes surfaces spécialisées, et malgré une rénovation en 1995, il est pénalisé par la route départementale 58 à double voie qui le coupe de ses magasins spécialisés. Le second concurrent, un centre commercial tiré par un Cora (Lens 2) de 13 917 m2 installé à Vendin-le-Vieil, à 12 km, est plus attractif de par la présence de 70 magasins, soit un total de 25 moyennes surfaces et 45 boutiques spécialisées. Le troisième, à cinq kilomètres, un Carrefour de 11 000 m2 est implanté à Flers-en-Escrebieux, dans le Nord près de Douai. Le centre commercial comporte également une galerie marchande de 8 000 m2 et des grandes enseignes. Un quatrième pôle significatif pourrait émerger avec la rénovation programmée du Cora de Courrières, situé à trois kilomètres de Noyelles, qui sera renforcé par une galerie marchande et quelques moyennes unités.
L'agrandissement du centre commercial a été mal vécu par la communauté d'agglomération du Douaisis puisque les clients ont tendance à aller dans les centres commerciaux d'Hénin-Beaumont. C'est pourquoi Douai souhaite bâtir un centre commercial au cœur de la ville en 2012. De plus, le centre commercial tue à petit feu les centres-villes de l'ancien bassin minier qui présentent des performances assez modestes.

### Environnement

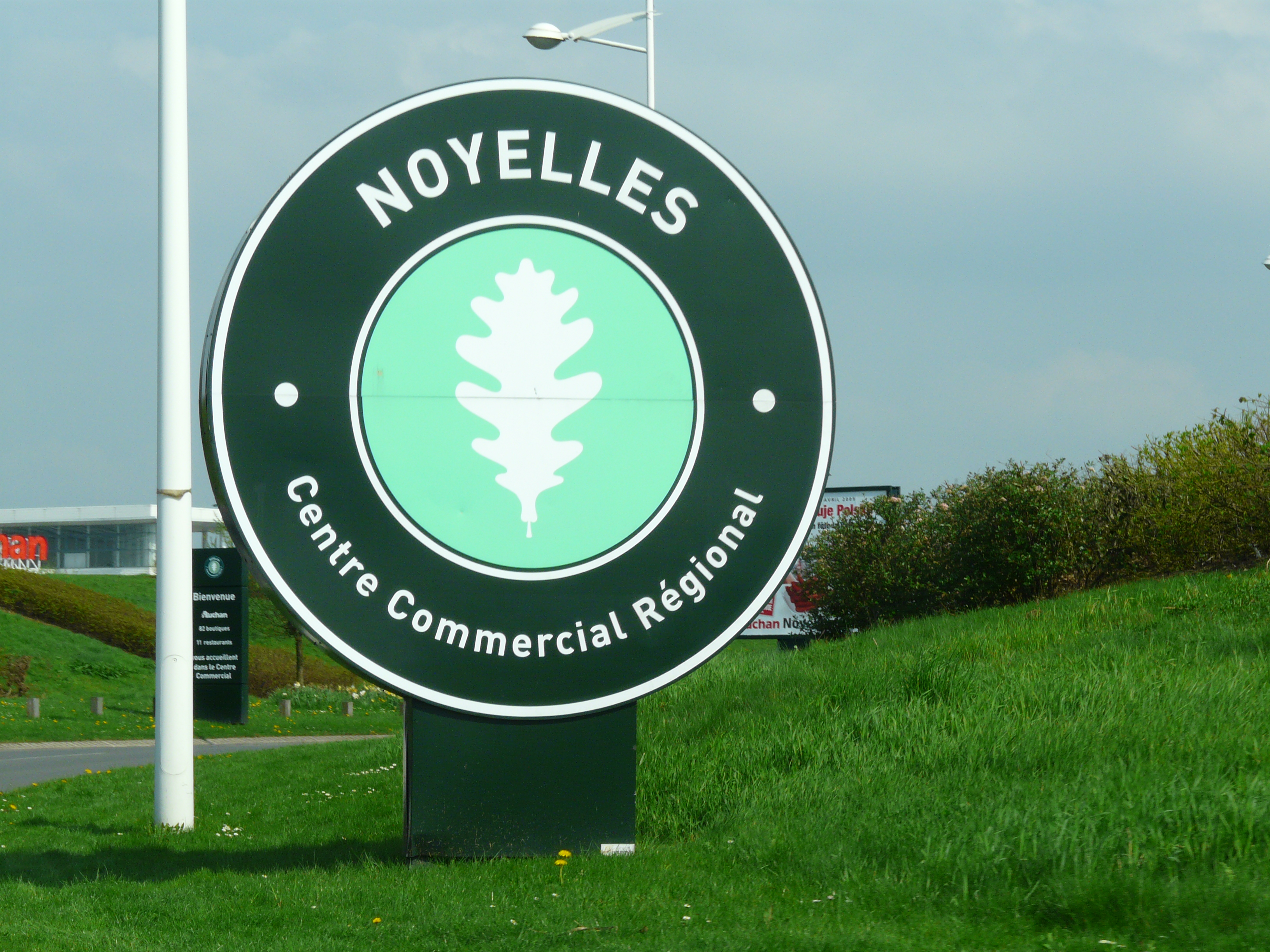
La feuille de chêne est la nouvelle identité du centre commercial qui met ainsi en avant ses efforts envers l'environnement.

Le centre commercial obtient la certification ISO 14001 en 2001 et la renouvelle en 2004 pour trois ans.
Les travaux d’environnement et de développement durable ont coûté trois millions d'euros. Des 60 hectares de centre commercial, 27 sont consacrés aux espaces verts et comptent environ 20 000 plantes qui contribuent à absorber la pollution et qui aident à infiltrer l'eau dans la nappe phréatique.
En 2004, le centre commercial fait partie des cent entreprises sélectionnées pour participer durant deux ans au programme « Objectif déchet - 10 % » parmi les 335 candidats ayant répondu à l'appel à candidature. En 2006, le centre commercial a atteint son objectif en réalisant une baisse de 10,7 % de déchets. Pour mener à bien ce programme, cinq actions ont été menées dans le centre commercial :
- les commerçants de la galerie marchande étaient appelés à valoriser leurs déchets. En 2005, 80 des 82 boutiques ont joué le jeu et 70 % des déchets sont valorisés contre 40 % auparavant[69] ;
- des économies d'énergie ont été réalisés tandis que les eaux de pluie sont désormais récupérées pour alimenter les sanitaires. Ainsi, malgré l'agrandissement, la consommation d'électricité est restée identique, en partie grâce à la pose de la verrière[69] ;
- la prévention vis-à-vis des risques de pollution avec la permanence pédagogique d'un éco-garde tous les jours durant une heure ;
- la création d'un kilomètre et demi de cheminement piéton fleuri parcourant 25 hectares arborés ;
- une campagne de sensibilisation au respect et à la protection de l'environnement au sein de la galerie marchande[70] ;

Pour accompagner cette politique, un nouveau logo avec une feuille de chêne est adopté. Cette succession d'actions vaut au centre commercial d'être de nouveau récompensé par l'association Alliances et le CNCC,.

## Dans la culture
Une bande dessinée de Xavier Bétaucourt et Jean-Luc Loyer parue en janvier 2016, intitulée Le Grand A (éditions Futuropolis) retrace la création puis la vie de la zone commerciale,.